# 마틴 챌피
마틴 리 챌피(영어: Martin Lee Chalfie, 1947년 1월 15일 ~ )는 미국 시카고 출신의 과학자이다. 그는 2008년 녹색 형광 단백질 (GFP)을 발견하고, 그 연구 성과를 발전시킨 공로로 로저 첸, 시모무라 오사무와 공동으로 노벨 화학상을 수상하였다. 챌피 박사는 하버드대에서 분자생물학을 전공으로 박사 학위를 받았으며, 현재 콜럼비아 대학교의 생물과학부의 교수로 재직하고 있다.